# Letizia Paternoster
Letizia Paternoster (Cles, 22 de julho de 1999) é uma desportista italiana que compete em ciclismo nas modalidades de pista e estrada.
Ganhou três medalhas no Campeonato Mundial de Ciclismo em Pista, nos anos 2018 e 2019, e quatro medalhas no Campeonato Europeu de Ciclismo em Pista entre os anos 2017 e 2019. Nos Jogos Europeus de 2019 obteve uma medalha de ouro na prova de perseguição por equipas.
Em estrada obteve duas medalhas no Campeonato Europeu de Ciclismo em Estrada, ouro em 2019 e bronze em 2018, ambas na prova de rota feminina sub-23.

## Medalheiro internacional
| Campeonato Mundial | Campeonato Mundial         | Campeonato Mundial | Campeonato Mundial      |
| Ano                | Lugar                      | Medalha            | Competição              |
| ------------------ | -------------------------- | ------------------ | ----------------------- |
| 2018               | Apeldoorn ( Países Baixos) | Medalha de bronze  | Perseguição por equipas |
| 2018               | Apeldoorn ( Países Baixos) | Medalha de bronze  | Madison                 |
| 2019               | Pruszków ( Polónia)        | Medalha de prata   | Omnium                  |
| Jogos Europeus     |                            |                    |                         |
| Ano                | Lugar                      | Medalha            | Competição              |
| 2019               | Minsk ( Bielorrússia)      | Medalha de ouro    | Perseguição por equipas |
| Campeonato Europeu |                            |                    |                         |
| Ano                | Lugar                      | Medalha            | Competição              |
| 2017               | Berlim ( Alemanha)         | Medalha de ouro    | Perseguição por equipas |
| 2018               | Glasgow ( Reino Unido)     | Medalha de prata   | Perseguição por equipas |
| 2018               | Glasgow ( Reino Unido)     | Medalha de bronze  | Omnium                  |
| 2019               | Apeldoorn ( Países Baixos) | Medalha de bronze  | Perseguição por equipas |

| Campeonato Europeu | Campeonato Europeu       | Campeonato Europeu | Campeonato Europeu |
| Ano                | Lugar                    | Medalha            | Competição         |
| ------------------ | ------------------------ | ------------------ | ------------------ |
| 2018               | Zlín ( Chéquia)          | Medalha de bronze  | Estrada sub-23     |
| 2019               | Alkmaar ( Países Baixos) | Medalha de ouro    | Estrada sub-23     |

## Palmarés
2018
- GP della Liberazione PINK[3]
- Festival Elsy Jacobs, mais 1 etapa
- 3.ª no Campeonato Europeu em Estrada sub-23 [4]

2019
- 1 etapa do Santos Women's Tour
- Campeonato Europeu em Estrada sub-23